# Stalin Society
La Stalin Society è un'associazione britannica che considera Iosif Stalin come un grande marxista-leninista e intende preservarne l'eredità storica. La società nacque in conseguenza dello scioglimento dell'Unione Sovietica e di ciò che i membri percepirono come un conseguente aumento delle critiche nei confronti del dittatore sovietico. Secondo il sito web della Società Stalin, essa «è stata fondata nel 1991 per difendere Stalin e il suo lavoro sulla base dei fatti e per confutare la propaganda capitalista, revisionista, opportunista e trotskista diretta contro di lui».

## Organizzazione
L'associazione si basa sull'appartenenza individuale, ma al suo interno sono particolarmente importanti gruppi politici come il Partito Comunista Rivoluzionario Britannico (Marxista-Leninista) - abbreviato in RCPB-ML - e il Partito Comunista Britannico (Marxista-Leninista), abbreviato in CPGB-ML. Hanno aderito alla Stalin Society anche molti esponenti del Partito Laburista Socialista (SLP) di Arthur Scargill, compreso lo stesso Scargill. Il presidente della Società Stalin, Harpal Brar fu ad esempio membro di entrambe le organizzazioni (sebbene successivamente lasciò l'SLP per dirigere il CPGB-ML). Attraverso Brar la Stalin Society era legata anche all'Associazione dei Lavoratori Comunisti. Uno dei fondatori della Società Stalin, Bill Bland, è stato espulso per una disputa organizzativa. Kamal Majid, membro fondatore della Società Stalin, è un mecenate della Stop the War Coalition.

## Opinioni sull'eccesso di mortalità durante il governo Stalin

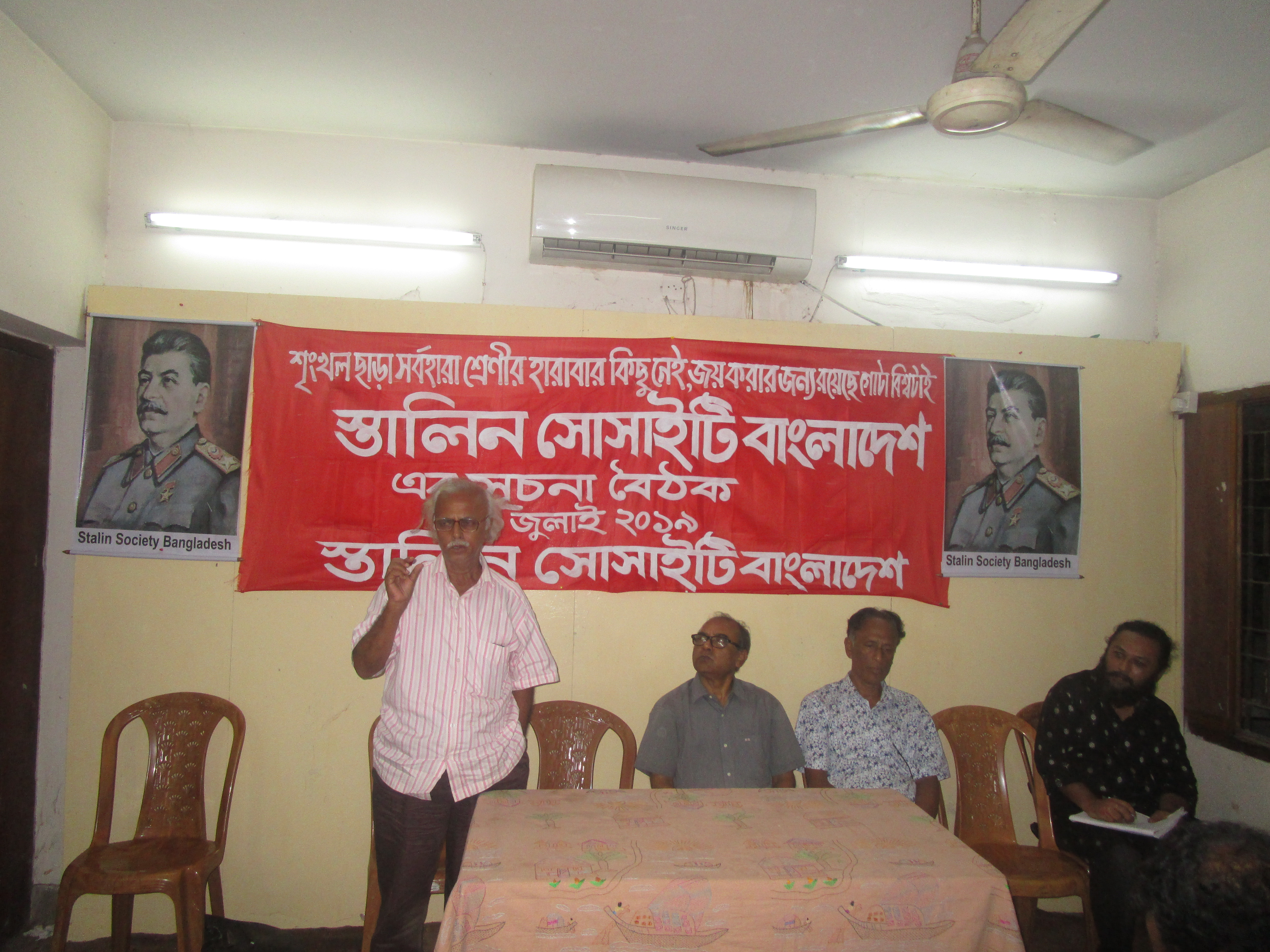
Una riunione della Società Stalin del Pakistan, 19 luglio 2019

La Società Stalin ritiene corrette le tradizionali opinioni sovietiche su una serie di eventi controversi avvenuti nell'URSS nel periodo in cui Stalin era al potere. Ad esempio sostiene che l'Holodomor, una carestia in cui morirono tra i 2 e i 4 milioni di persone nel 1932-1933 e che rientrava nella carestia sovietica di quegli stessi anni, sia stata il risultato di cattive condizioni meteorologiche e del sabotaggio da parte dei contadini ricchi (classificati come "kulaki"
Le grandi purghe, una campagna di repressione politica attuata tra il 1936 e il 1938, sono considerate un insieme di giusti processi legali progettati per contrastare un colpo di Stato antisovietico; e, in ogni caso, il numero dei prigionieri e dei morti è stato esagerato dai propagandisti antisovietici. Infine, sostiene che il massacro di Katyn, un'esecuzione di massa avvenuta nel 1940, sia stato commesso dalle forze naziste che catturarono prigionieri di guerra polacchi detenuti dai sovietici. L'attribuzione della strage ai sovietici è il risultato di una riuscita campagna mediatica effettuata dalla propaganda tedesca.

## Attività
La Stalin Society continua a tenere riunioni pubbliche  e ha prodotto molti opuscoli su vari argomenti tra cui le purghe del PCUS, le carestie sovietiche e l'opera di George Orwell.
Nel 2013 è nata la "Stalin Society of Pakistan", che dispone dispone di un sito web e di un account Facebook. Il gruppo ha affermato di "essere a favore della rivoluzione comunista in Pakistan" e di non considearsi "un partito politico ma un circolo accademico" che mira a "confutare la propaganda e il revisionismo antistalinista".
Altre sedi della Stalin Society sono state costituite anche negli Stati Uniti, in Canada, in Tunisia, in India, in Italia, in Irlanda e in Argentina, mentre nel 2014 è stata costituita una International Stalin Society.